# Švarnas
Švarnas (ryska: Шварн: Sjvarn), död 1269, var en litauisk regent. Han var regerande storfurste av Litauen 1267–1269.